# رون وولوورك
رون وولوورك (بالإنجليزية: Ron Wallwork)‏ هو عداء مشي بريطاني، ولد في 26 مايو 1941.